# غلاف فيتيلاين
غلاف فيتيلاين هو الطبقة البروتينية الخارجية لـالبويضة في بيضة أي حشرة. ولا يشار إلى غلاف فيتيلاين، الذي لا يعد بنية خلوية، باعتباره غشاءً. ويختلف هذا الغلاف في سمكه من حشرة لأخرى، كما يختلف تبعًا للأجزاء المتباينة في البويضة. ويقع داخل الغلاف الخارجي للبويضة والذي يشار إليه عادة باسم 'المشيمة'.

## الحواشي
1. ↑  Chapman, R.F. (1998) "The insects: structure and function", Section The egg and embryology. Previewed in Google Books  on 26 Sep 2009. نسخة محفوظة 14 أبريل 2020 على موقع واي باك مشين.